# Біломох сизий
Біломох сизий (Leucobryum glaucum) — вид мохів порядку дикранальних (Dicranales).

## Поширення
Батьківщиною є Європа, Північна Америка, Азія.
Населяє гумус, ґрунт, гнилі колоди та пні, основи дерев та виступи скель, ліси, болота та болота.

## Характеристика
Рослини у високих, компактних подушках або дернах. Стебла 1–12.5 мм (рідше коротше). Листки 3–9 мм, прямовисні, прямовисно-зігнуті, іноді серпувато-однобічні, верхівка гостра чи загострена, зазвичай ± зубчасті на кінчику. Спеціалізоване нестатеве розмноження за допомогою скупчень дрібних листоподібних гемм на кінчику стебла та листя з ризоїдами на верхівці. Коробочкові ніжки 8–18 мм, червонуваті. Коробочка сильно нахилена і вигнута, коли суха й порожня, 1.5–2 мм, від червоного до червонувато-коричневого забарвлення. Спори від майже гладких до тонкопапілозних, 13–18 мкм. Коробочки дозрівають у серпні — грудні.